# Olympische Jugend-Winterspiele 2016/Teilnehmer (Andorra)
| Gelbes Symbol für Goldmedaillen mit stilisierten Olympischen Ringen | Graues Symbol für Silbermedaillen mit stilisierten Olympischen Ringen | Braundes Symbol für Bronzemedaillen mit stilisierten Olympischen Ringen |
| ------------------------------------------------------------------- | --------------------------------------------------------------------- | ----------------------------------------------------------------------- |
| —                                                                   | —                                                                     | —                                                                       |

Andorra nahm an den Olympischen Jugend-Winterspielen 2016 in Lillehammer mit einer Athletin und einem Athleten in zwei Sportarten teil.

## Sportarten

### Ski Alpin
| Jungen               |              |             |     |                    |                    |                    |                    |
| Albert Perez Fabrega | Super-G      |             |     |                    |                    | 1:13,44 min        | 26                 |
| Albert Perez Fabrega | Riesenslalom | DNF         | DNF | nicht qualifiziert | nicht qualifiziert | nicht qualifiziert | nicht qualifiziert |
| Albert Perez Fabrega | Slalom       | 51,95 s     | 18  | 52,19 s            | 21                 | 1:44,14 min        | 18                 |
| Albert Perez Fabrega | Kombination  | 1:14,84 min | 31  | DSQ                | DSQ                | nicht qualifiziert | nicht qualifiziert |

### Skilanglauf
| Athleten           | Wettbewerb       | Qualifikation | Qualifikation | Viertelfinale      | Viertelfinale      | Halbfinale         | Halbfinale         | Finale             | Finale             |
| Athleten           | Wettbewerb       | Zeit          | Rang          | Zeit               | Rang               | Zeit               | Rang               | Zeit               | Rang               |
| ------------------ | ---------------- | ------------- | ------------- | ------------------ | ------------------ | ------------------ | ------------------ | ------------------ | ------------------ |
| Mädchen            |                  |               |               |                    |                    |                    |                    |                    |                    |
| Carola Vila Obiols | Cross            | 4:20,25 min   | 40            |                    |                    | nicht qualifiziert | nicht qualifiziert | nicht qualifiziert | nicht qualifiziert |
| Carola Vila Obiols | Sprint klassisch | 3:59,21 min   | 35            | nicht qualifiziert | nicht qualifiziert | nicht qualifiziert | nicht qualifiziert | nicht qualifiziert | nicht qualifiziert |
| Carola Vila Obiols | 5 km Freistil    |               |               |                    |                    |                    |                    | 15:28,6 min        | 34                 |